# Botryozyma americana
Botryozyma americana är en svampart som beskrevs av J. Kerrigan, M.T. Sm. & J.D. Rogers 1999. Botryozyma americana ingår i släktet Botryozyma, ordningen Saccharomycetales, klassen Saccharomycetes, divisionen sporsäcksvampar och riket svampar.   Inga underarter finns listade i Catalogue of Life.